# Marlo
Marlo – miasto w Australii, w stanie Wiktoria.